# Myoictis melas
Il dasiuro striato di Müller (Myoictis melas Müller, 1840) è un marsupiale carnivoro della famiglia dei Dasiuridi.

## Distribuzione e habitat
Questa specie vive in località sparse in tutta la parte settentrionale e occidentale dell'isola della Nuova Guinea, vive anche nelle isole Salawati, Waigeo e Yapen nell'Indonesia. Il dasiuro di Müller abita le foreste tropicali dal livello del mare fino a 1800m d'altitudine.

## Descrizione

### Aspetto
Il colore del mantello è molto variabile. Un piccolo numero di esemplari è melanico. Ma normalmente le parti superiori del corpo sono marroni mischiate a nero e giallo con tre fasce longitudinali scure parallele alla linea mediana dorsale. Le tre fasce sono convergenti sulla groppa che è di toni molto scuri. La testa è rosso ruggine scuro spesso con una striscia nera sul naso. Il mento e il torace sono rossiccio chiaro. La faccia, gli arti anteriori e la regione ventrale del collo sono di tonalità chiare cioè biancastre grigie o giallastre. Sulla regione dorsale è completamente nero e nella regione dorsale è marrone scuro. La coda è folta ed è coperta da una lunga pelliccia rossastra. La punta della coda è nera sotto e rossiccia-marrone sopra. La femmina ha sei capezzoli.

### Dimensioni
La testa e il corpo misurano 17–25 cm e la coda misura 15–23 cm. Pesa intorno ai 200g. Il corpo è simile a quello di una mangusta.

## Tassonomia
Myoictis melas potrebbe rappresentare un complesso di specie.

## Conservazione
Non ci sono grandi minacce per questa specie, anche se può essere preda di cani e di gatti. La specie è classificata dalla IUCN come specie a rischio minimo di estinzione(LC).